# As Safe as Yesterday Is
As Safe as Yesterday Is è il primo album degli Humble Pie, pubblicato dalla Immediate Records nell'agosto del 1969.
L'album si piazzò al numero 16 delle charts britanniche. Circa un mese prima che il disco fosse pubblicato, il gruppo aveva già avuto un hit con il singolo Natural Born Bugie (#4 in UK), che però non fu incluso nell'album originale, venendo inserito come traccia bonus nell'edizione su CD che sarebbe uscito una ventina d'anni dopo.

## Tracce
Lato A
1. Desperation – 6:25 (John Kay)
2. Stick Shift – 2:23 (Peter Frampton)
3. Butter Milk Boy – 4:20 (Steve Marriott)
4. Growing Closer – 3:13 (Ian McLagan)
5. As Safe as Yesterday Is – 6:05 (Peter Frampton, Steve Marriott)

Durata totale: 22:26
Lato B
1. Bang! – 3:26 (Steve Marriott)
2. Alabama '69 – 6:58 (Steve Marriott)
3. I'll Go Alone – 3:53 (Peter Frampton)
4. A Nifty Little Number Like You – 6:11 (Steve Marriott)
5. What You Will – 4:20 (Steve Marriott)

Durata totale: 24:48
Edizione CD del 2008, pubblicato dalla Repertoire Records (REP5049)
1. Desperation – 6:25 (John Kay)
2. Stick Shift – 2:23 (Peter Frampton)
3. Butter Milk Boy – 4:20 (Steve Marriott)
4. Growing Closer – 3:13 (Ian McLagan)
5. As Safe as Yesterday Is – 6:05 (Peter Frampton, Steve Marriott)
6. Bang! – 3:26 (Steve Marriott)
7. Alabama '69 – 6:58 (Steve Marriott)
8. I'll Go Alone – 3:53 (Peter Frampton)
9. A Nifty Little Number Like You – 6:11 (Steve Marriott)
10. What You Will – 4:20 (Steve Marriott)
11. Natural Born Bugie – 4:13 (Steve Marriott) – Bonus Track
12. Wrist Job – 4:15 (Steve Marriott) – Bonus Track

Durata totale: 55:42

## Musicisti
Desperation
- Peter Frampton - voce, organo, chitarra
- Steve Marriott - chitarra, voce
- Greg Ridley - basso, voce
- Jerry Shirley - batteria, effetti sonori (grins and explosions)

Stick Shift
- Peter Frampton - voce, chitarre
- Steve Marriott - chitarra slide, organo, voce
- Greg Ridley - basso
- Jerry Shirley - batteria, big ones

Buttler Milk Boy
- Peter Frampton - voce, pianoforte, chitarra
- Steve Marriott - organo, voce, chitarra
- Greg Ridley - voce, basso
- Jerry Shirley - batteria, Lead Thumbs

Growing Closer
- Peter Frampton - voce, chitarra
- Steve Marriott - armonica, tablas, voce
- Greg Ridley - voce, basso, skins
- Jerry Shirley - percussioni, batteria
- Lyn Dobson - flauto
- Camilla - ?

As Safe as Yesterday Is
- Peter Frampton - voce, chitarra, tabla
- Steve Marriott - organo, chitarra, voce
- Greg Ridley - basso, voce, percussioni
- Jerry Shirley - batteria, percussioni, pianoforte

Bang!
- Peter Frampton - chitarra, voce
- Steve Marriott - voce, pianoforte, chitarra
- Greg Ridley - basso, voce
- Jerry Shirley - batteria

Alabama '69
- Peter Frampton - chitarra slide, voce, tablas basso
- Steve Marriott - chitarra acustica, armonica, voce
- Greg Ridley - basso, voce, happy noise
- Jerry Shirley - percussioni, tablas
- Lyn Dobson - flauto, sitar

I'll Go Alone
- Peter Frampton - chitarra, voce, pianoforte
- Steve Marriott - seconda voce
- Greg Ridley - basso
- Jerry Shirley - batteria, clavicembalo

A Nifty Little Number Like You
- Peter Frampton - seconda voce, chitarra
- Steve Marriott - voce, chitarra, organo, goofs
- Greg Ridley - basso
- Jerry Shirley - batteria

What You Will
- Pete Frampton - voce, pianoforte, chitarra
- Steve Marriott - organo, chitarra, voce
- Greg Ridley - voce, basso
- Jerry Shirley - batteria[2]